# Freeman de Bourbon
Pour les articles homonymes, voir Freeman et Bourbon.
Les Freeman sont des descendants supposés de Charles Ferdinand d'Artois (1778-1820), duc de Berry et fils du roi Charles X. Ils sont prétendants au trône de France.

## Filiation prétendue
- Charles X, 
  - Charles Ferdinand d'Artois, duc de Berry son fils (1778-1820) époux d'Amy Brown (1783-1876) (le mariage n'a pas été prouvé) ; il en eut deux filles dont il reconnut l'existence sur son lit de mort :
    - Charlotte de Bourbon, comtesse d'Issoudun[1], princesse de Lucinge
    - Louise de Bourbon, comtesse de Vierzon[1], baronne de Charette.
    - John William Freeman (5 décembre 1804 - 26 août 1866[2], qui n'aurait pas été son fils), marié à Sophie de Blonay (1823-1898), d'où :
      - Maria-Amy Freeman (1844-1901), épouse de Louis d'Eichthal, capitaine et conseiller général du Loiret, fils d'Adolphe d'Eichthal.
      - William Louis Freeman (1845-1907), marié en 1898 à Marie-Januaria de Bourbon des Deux Siciles (10 janvier 1870 - 6 novembre 1941), fille de Louis de Bourbon-Siciles (1845-1909), comte de Roccaguglielma, et de son épouse morganatique Maria-Amelia Bellow-Hamel y Penot (1847-1914). « La reine Victoria d'Angleterre fut l'artisan de son mariage avec la princesse Marie-Januaria de Bourbon-Siciles » [3] ; d'où trois enfants :
        - John Freeman (1902-1968), marié à Béatrice de Galard de Brassac de Béarn (fille du prince de Béarn et Chalais). En 1945 et 1946, il obtint du tribunal de Thonon le droit de porter le nom de Bourbon, mais la cour d'appel de Chambéry (1er juillet 1952) puis la Cour de cassation (5 janvier 1956) lui défendirent d'employer cette identité sous laquelle il avait eu, entre-temps, des ennuis judiciaires pour d'autres faits ; d'où : 
          - Henry Freeman, dit Henry de Bourbon (27 août 1929 - 30 novembre 1987), condamné par le tribunal de la Seine (7 avril 1964) pour usurpation du nom de Bourbon, débouté du droit de le porter par le tribunal de grande instance de Paris (1973), dont un fils :
            - Antoine Freeman

        - Sophie Freeman (1903-1975) mariée à Amaury, dernier marquis de Preaulx, d'où trois filles.
        - William Freeman (1908-1958), marié à Maria Cecilia de Melo

### Sources
- Raoul de Warren, Aymon de Lestrange, Les prétendants au trône de France, 1990
- André Castelot, Le duc de Berry et son double mariage : d'après des documents inédits, 1950
- André Castelot, La Duchesse de Berry : D'après des documents inédits, 1963
- Ghislain de Diesbach, Les secrets du Gotha, 2012
- Revue de l'Avranchin et du pays de Granville, Volume 12, 1904
- Raoul de Warren, Énigmes et controverses historiques : les prétendants au trône de France, 1947
- Jacques Hillairet, Évocation du vieux Paris : Les faubourgs, 1953
- René de La Croix de Castries, Le testament de la monarchie
- René de La Croix de Castries, La fin des rois : Le règne de Louis XVIII et la France de la Restauration, 1972
- La légitimité, Volumes 22 à 24, 1906